# Vitrina
Vitrina is een geslacht van weekdieren uit de klasse van de Gastropoda (slakken).

## Soorten
De volgende soorten zijn bij het geslacht ingedeeld:
- Vitrina angelicae
- Vitrina pellucida
- Vitrina rugulosa